# Kudjat Idżdżil
Kudjat Idżdżil (fr. Kedia d'Idjil, Kediet Ijill) – masyw górski w północno-zachodniej Mauretanii, ostaniec erozyjny na płaskowyżu Adrar w pobliżu miast Zuwirat i Fudajrik niedaleko granicy z Saharą Zachodnią. Jest to najwyższe wzniesienie w Mauretanii, w najwyższym punkcie jego wysokość sięga 915 m n.p.m. Masyw bogaty jest w złoża rudy żelaza, eksploatowane od 1962 roku. Tutejsze kopalnie połączone są koleją mauretańską z atlantyckim portem w Nawazibu.